# 吴荣照
吴荣照(1977年-)，男，汉族，福建晋江人，生于福州。中共党员，现任鸿星尔克总裁。他兄长为鸿星尔克的创立者、董事长吴荣光。

## 简历
他毕业于福州大学经济系，并取得澳大利亚麦考瑞大学国际贸易硕士。
2007年5月，他从兄长吴荣光手里接过CEO一职。同年，鸿星尔克开始迅速扩张，线下门店数一度增至7000多家，之后很多门店出现亏损并倒闭。
2021年7月，身处困境的鸿星尔克为河南水灾捐款五千万，吴荣照劝大家理性消费的言论让鸿星尔克产品和他本人红极一时。

## 头衔
- 福建省工商联副主席（兼职）
- 福建省青年闽商联合会会长
- 福建省残疾人福利基金会名誉会长
- 第十六届泉州市人大代表
- 第十二届福建省政协委员

## 荣誉
- 福建省十大杰出青年企业家
- 中国品牌建设十大企业家
- 闽商建设海西突出贡献奖
- 福建省五一劳动奖章
- 2022（第七届）思维实验室论坛：2021年度人物[3][4]